# RPL

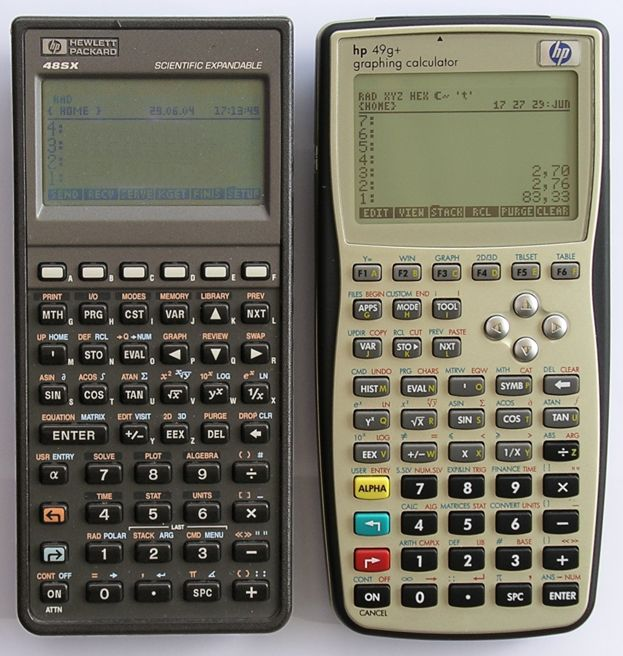
Калькуляторы HP-49 и HP-49, в которых использовался язык RPL

RPL (ROM-based procedural language или Reverse Polish LISP) — язык программирования приложений для графических инженерных RPN калькуляторов от Hewlett-Packard, таких как HP-28, HP-48, HP-49 и HP-50, его так же можно использовать для не RPN калькуляторов, таких как HP-39. RPL основан на обратной польской записи, но способен обрабатывать алгебраические выражения и формулы, реализованные с помощью шитого кода. RPL имеет много общего с Forth и Lisp.